# Білоцерківська сільська рада (Пирятинський район)
Білоцерківська сільська рада — адміністративно-територіальна одиниця у Пирятинському районі Полтавської області з центром у с Білоцерківці.
Населення — 914 осіб.

## Населені пункти
Сільраді були підпорядковані населені пункти:
- c. Білоцерківці
- с. Яцини

## Географія
Територією сільради протіка річка Многа.

## Населення
Згідно з переписом УРСР 1989 року чисельність наявного населення села становила 1250 осіб, з яких 522 чоловіки та 728 жінок.
За переписом населення України 2001 року в селі мешкало 899 осіб.

### Мова
Розподіл населення за рідною мовою за даними перепису 2001 року:
| Мова       | Відсоток |
| ---------- | -------- |
| українська | 98,03 %  |
| російська  | 1,64 %   |
| білоруська | 0,33 %   |